# 소파 드 라카사
소파 드 라카사(포르투갈어: sopa de lacassá) 또는 신하눙통(광둥어: 鮮蝦濃湯, 월병: sin1 haa1 nung4 tong1)은 마카오의 국수 요리이다. 새우 국물에 쌀 버미셀리를 넣어 만든 음식이며, 믈라카의 프라나칸 락사가 전해져 발전한 음식이다.

## 이름
포르투갈어 이름인 "소파 드 라카사(sopa de lacassá)"는 "국, 수프"를 뜻하는 "소파(sopa)"와 영어 "오브(of)"와 비슷한 전치사 "드(de)", "쌀 버미셀리"를 뜻하는 마카오어(마카오식 포르투갈어) "라카사(lacassá)"로 이루어진 말이다. "쌀 버미셀리 국"이라는 뜻이다.
광둥어 이름인 "신하눙통(鮮蝦濃湯, sin1 haa1 nung4 tong1)"은 "새우"를 뜻하는 "신하(鮮蝦, sin1 haa1)"와 "걸쭉한 국"을 뜻하는 "눙통(濃湯, nung4 tong1)"을 붙인 말이다. "걸쭉한 새우 국"이라는 뜻이다. 표준 중국어로 읽으면 "셴샤눙탕(鲜虾浓汤, xiānxiā nóngtāng)"이며, 한국 한자음은 "선하농탕"이다.

## 만들기
새우 살을 마늘, 셜롯, 등과 함께 볶다가 발리샹을 넣어 함께 볶는다. 볶아진 재료에 새우 머리와 껍데기, 양파 껍질, 생강, 파 등으로 낸 밑국물을 붓고, 얇은 쌀국수인 마이판을 넣어 삶아 낸다.

## 같이 보기
- 호키엔 미